# Топкинское сельское поселение (Бурятия)
Се́льское поселе́ние «Топкинское» (бур. Топкын hомон) — муниципальное образование в Бичурском районе Республики Бурятии Российской Федерации.
Административный центр — село Топка.

## История
Статус и границы сельского поселения установлены Законом Республики Бурятия от 31 декабря 2004 года № 985-III «Об установлении границ, образовании и наделении статусом муниципальных образований в Республике Бурятия».
В 2007 году Постановлением Народного Хурала РБ в состав сельского поселения «Топкинское» включено село Дэбэн, а село Эдуй исключено и упразднено.

## Население
| 2002 | 2011 | 2012 | 2013 | 2014 | 2015 | 2016 |
| ---- | ---- | ---- | ---- | ---- | ---- | ---- |
| 608  | ↘563 | ↘535 | ↘526 | ↘520 | ↘507 | ↘499 |
| 2017 | 2018 | 2019 | 2020 | 2021 | 2023 | 2024 |
| ↘487 | ↘479 | ↘473 | ↘453 | ↘439 | ↘419 | ↘402 |

## Состав сельского поселения
| № | Населённый пункт | Тип населённого пункта       | Население |
| - | ---------------- | ---------------------------- | --------- |
| 1 | Дэбэн            | село                         | 54        |
| 2 | Подгорное        | село                         | ↘28       |
| 3 | Топка            | село, административный центр | ↘483      |